# جو وورال (بازیکن فوتبال)
جو وورال (انگلیسی: Joe Worrall؛ زادهٔ ۱۰ ژانویهٔ ۱۹۹۷) بازیکن فوتبال اهل بریتانیا است که به عنوان کاپیتان برای باشگاه ناتینگهام فارست بازی می‌کند.
وی همچنین در تیم‌های ملی فوتبال زیر ۲۰ سال انگلستان و زیر ۲۱ سال انگلستان بازی کرده‌است.

## دوران ملی
در ۱۹ مه ۲۰۱۷، وورال به تیم ملی انگلیس برای مسابقات تولون ۲۰۱۷، به عنوان جایگزینی برای ازری کونسا از چارلتون، که به تیم ملی فوتبال زیر ۲۰ سال انگلستان برای جام جهانی فوتبال زیر ۲۰ سال ۲۰۱۷ فرخوانده شده بود، دعوت شد.وورال که به عنوان کاپیتان تیم منصوب شد، چهار بار بازی کرد و جام را بالای سر برد، زیرا انگلیس پس از تساوی ۱–۱ با ساحل عاج در فینال، در ضربات پنالتی از عنوان خود دفاع کرد. وورال پس از هم تیمی‌اش دیوید بروکس که برنده جایزه بهترین بازیکن تورنمنت شد، به عنوان دومین بازیکن برتر مسابقات انتخاب گردید.
پس از تابستان چشمگیر خود با انگلیس، وورال اولین دعوت خود را به  تیم زیر ۲۱ سال در ۲۴ اوت ۲۰۱۷ برای مسابقات مقدماتی آتی و بازی با همتایان خود در هلند و لتونی دریافت کرد.